# Bosc-Guérard-Saint-Adrien
Bosc-Guérard-Saint-Adrien ist eine französische Gemeinde mit 1085 Einwohnern (Stand: 1. Januar 2022) im Département Seine-Maritime in der Region Normandie. Sie gehört zum Arrondissement Rouen und zum Kanton Bois-Guillaume (bis 2015: Kanton Clères).

## Geographie
Bosc-Guérard-Saint-Adrien liegt etwa elf Kilometer nordnordöstlich von Rouen. Umgeben wird Bosc-Guérard-Saint-Adrien von den Nachbargemeinden Mont-Cauvaire im Norden, Fontaine-le-Bourg im Norden und Nordosten, Saint-Georges-sur-Fontaine im Osten, Quincampoix im Südosten, Houppeville im Süden und Südwesten, Malaunay im Südwesten sowie Montville im Westen.

## Bevölkerungsentwicklung
| 1962                      | 1968 | 1975 | 1982 | 1990 | 1999 | 2006 | 2013 |
| ------------------------- | ---- | ---- | ---- | ---- | ---- | ---- | ---- |
| 295                       | 342  | 373  | 431  | 578  | 776  | 823  | 905  |
| Quelle: Cassini und INSEE |      |      |      |      |      |      |      |

## Sehenswürdigkeiten
- Kirche Saint-Pierre-et-Saint-Paul, im 13. Jahrhundert erwähnt, heutiger Bau weitgehend von 1525, im Zweiten Weltkrieg schwer beschädigt
- Kapelle Saint-André aus dem 18. Jahrhundert

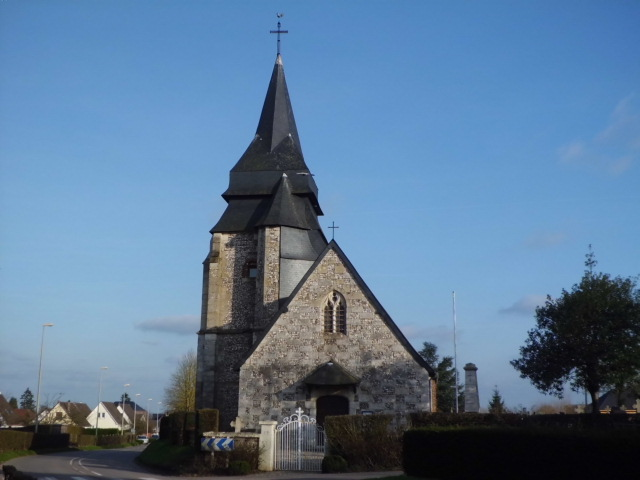
Kirche Saint-Pierre-et-Saint-Paul

- Schloss Bosc-Théroulde von 1616
- Herrenhaus Capsart